# Srđan Plavšić
Srđan Plavšić (en serbe en écriture cyrillique : Срђан Плавшић), né le 3 décembre 1995 à Novi Sad en Yougoslavie (auj. en Serbie), est un footballeur international serbe. Il évolue au poste de milieu offensif ou d'ailier au Raków Częstochowa.

## Biographie

### En club
Le 9 avril 2017, il s'illustre avec l'Étoile rouge de Belgrade, en étant l'auteur d'un doublé sur la pelouse du Rad Belgrade (victoire 0-4).
Avec le Sparta Prague, il participe à la phase de groupe de la Ligue Europa lors de la saison 2020-2021 (quatre matchs joués). Il se met alors en évidence en inscrivant un but face au club écossais du Celtic FC.

### En équipe nationale
Avec les espoirs, il participe au championnat d'Europe espoirs en 2017. Lors de cette compétition organisée en Pologne, il joue trois matchs. Avec un bilan d'un nul et deux défaites, la Serbie ne dépasse pas le premier tour du tournoi.
Srđan Plavšić honore sa première sélection en équipe de Serbie le 29 septembre 2016, lors d'un match amical contre le Qatar.

## Statistiques
| Saison                | Club                     | Championnat           | Championnat | Championnat | Coupe(s) nationale(s) | Coupe(s) nationale(s) | Compétition(s) continentale(s) | Compétition(s) continentale(s) | Compétition(s) continentale(s) | Serbie | Serbie | Total | Total |
| Saison                | Club                     | Division              | M.          | B.          | M.                    | B.                    | Comp.                          | M.                             | B.                             | M.     | B.     | M.    | B.    |
| 2012-2013             | ČSK-Pivara Čelarevo      | Srpska Liga           | 8           | 2           | -                     | -                     | -                              | -                              | -                              | -      | -      | 8     | 2     |
| 2013-2014             | ČSK-Pivara Čelarevo      | Srpska Liga           | 23          | 5           | -                     | -                     | -                              | -                              | -                              | -      | -      | 23    | 5     |
| Sous-total            | Sous-total               | Sous-total            | 31          | 7           | -                     | -                     | -                              | -                              | -                              | -      | -      | 31    | 7     |
| 2014-2015             | Spartak Subotica         | SuperLiga             | 21          | 1           | 3                     | 1                     | -                              | -                              | -                              | -      | -      | 24    | 2     |
| 2015-2016             | Spartak Subotica         | SuperLiga             | 4           | 0           | -                     | -                     | -                              | -                              | -                              | -      | -      | 4     | 0     |
| Sous-total            | Sous-total               | Sous-total            | 25          | 1           | 3                     | 1                     | -                              | -                              | -                              | -      | -      | 28    | 2     |
| 2015-2016             | Étoile rouge de Belgrade | SuperLiga             | 31          | 2           | 2                     | 0                     | -                              | -                              | -                              | -      | -      | 33    | 2     |
| 2016-2017             | Étoile rouge de Belgrade | SuperLiga             | 33          | 8           | 6                     | 0                     | C1+C3                          | 0+1                            | 0+0                            | 1      | 0      | 41    | 8     |
| Sous-total            | Sous-total               | Sous-total            | 64          | 10          | 8                     | 0                     | -                              | 1                              | 0                              | 1      | 0      | 74    | 10    |
| 2017-2018             | Sparta Prague            | HET Liga              | 11          | 0           | 1                     | 0                     | C3                             | 2                              | 0                              | -      | -      | 14    | 0     |
| Sous-total            | Sous-total               | Sous-total            | 11          | 0           | 1                     | 0                     | -                              | 2                              | 0                              | -      | -      | 14    | 0     |
| Total sur la carrière | Total sur la carrière    | Total sur la carrière | 131         | 18          | 12                    | 1                     | -                              | 3                              | 0                              | 1      | 0      | 147   | 19    |

## Palmarès
Il remporte le championnat de Serbie en 2015-2016 avec l'Étoile rouge de Belgrade.